# Promina
Promina es un municipio del condado de Šibenik-Knin, Croacia. Según el censo de 2021, tiene una población de 943 habitantes.
Su centro administrativo es la localidad de Oklaj.

## Geografía
Se encuentra a unos 314 km de la capital nacional, Zagreb.

## Demografía
En el censo 2011 el total de población del municipio fue de 1136 habitantes, distribuidos en las siguientes localidades:
- Bobodol - 23
- Bogatić - 24
- Čitluk - 112
- Lukar - 78
- Ljubotić - 35
- Matase - 50
- Mratovo - 56
- Oklaj - 469
- Puljane -  52
- Razvođe - 170
- Suknovci - 67

| Gráfica de población de Promina 1857-2021                           |
|                                                                     |
| Según los censos de población de la Oficina de Estadísticas Croata. |